# A Knight of the Seven Kingdoms (Game of Thrones)
«A Knight of the Seven Kingdoms» es el segundo episodio de la octava y última temporada de la serie de fantasía medieval de HBO, Game of Thrones. Fue escrito por Bryan Cogman y dirigido por David Nutter.
Todo el episodio transcurre en Invernalia y se centra en la preparación de la batalla entre los vivos y los muertos. Tuvo una recepción positiva de los críticos, muchos lo citaron como uno de los mejores episodios de la serie. Se dio un elogio significativo a la escena en la que Jaime Lannister nombra caballero a Brienne de Tarth. Este fue el último episodio escrito por Bryan Cogman, el guionista más veterano de la serie.

## Argumento

### En Invernalia
Jaime Lannister es llevado ante Daenerys Targaryen, Jon Nieve, Sansa Stark, Bran y la corte del Norte. Daenerys y Sansa desean ejecutar a Jaime, quien se defiende diciendo que sus acciones estaban al servicio de la casa Lannister y revela que Cersei mintió sobre enviar su ejército a Invernalia. Brienne habla sobre la protección que le brindó Jaime cuando los Bolton la mantenían cautiva. Sansa, confiando en la palabra de Brienne, deja a Jaime libre; sin embargo, a Jaime le desconcierta el comentario de Bran: "las cosas que hacemos por amor", haciendo eco de las palabras que pronunció antes de empujarlo de la torre. En el Bosque de Dioses, Jaime habla con Bran y se disculpa por intentar matarlo; Bran no se enoja con Jaime y dice que lo necesitarán. Mientras tanto, Daenerys está enojada con Tyrion por no ver las mentiras de Cersei y lo amenaza con encontrar una nueva Mano. Jorah habla con Daenerys en privado, admitiendo que estaba decepcionado cuando eligió a Tyrion como su Mano, pero cree que tomó la decisión correcta.
Tormund, Beric y Edd llegan a Invernalia y le dicen a Jon que el ejército de los muertos llegará antes de la mañana. Sansa y Daenerys hablan sobre la atracción mutua de Dany y Jon y despejan las dudas, pero Daenerys no tiene respuesta cuando Sansa pregunta qué pasará con el Norte cuando ella tome el Trono de Hierro. Son interrumpidas por el regreso de Theon, quien declara que desea luchar por los Stark. Arya habla con Gendry en las forjas y le pregunta acerca de los Caminantes Blancos. Gendry se muestra reacio a hacerle el arma a Arya, un palo con dos filos de vidriagón desmontables, hasta que Arya le demuestra su destreza en el combate.
En el consejo de guerra, se discute los planes de la batalla que se avecina. Bran convence a todos de que lo dejen en el Bosque de Dioses así pueden matar al Rey de la Noche, quien había marcado a Bran y lo buscará, y Theon acepta acompañarlo con los Nacidos del Hierro. Tyrion también desea luchar, pero Daenerys le dice que su sabiduría es demasiado útil para arriesgarlo en la batalla. Una vez que se despeja la habitación, Tyrion se queda y le pide a Bran que le cuente sus aventuras en los últimos años.
Missandei, incómoda entre los norteños, sugiere a Gusano Gris que vayan a Naath, su tierra natal, después de la batalla junto a los Inmaculados para defender a la gente pacífica.
Arya le pregunta a Gendry por qué Melisandre lo quería, y Gendry cuenta cómo ella pretendió seducirlo para que le echara sangre real, revelándole que él es un hijo bastardo de Robert Baratheon. Arya, todavía virgen, declara que quiere experimentar el sexo antes de morir, y ella y Gendry tienen relaciones.
Jon, Sam y Edd recuerdan su tiempo con la Guardia de la Noche. Jon le dice a Sam que puede ir a las criptas, donde Gilly, pequeño Sam y las mujeres y niños se esconderán, pero Sam insiste en que puede luchar junto a los demás. Sam le da la espada Veneno de Corazón a Jorah, en agradecimiento por la influencia que el padre de Jorah tuvo sobre él.
Tyrion, Jaime, Brienne, Podrick, Davos y Tormund se reúnen en la sala de reuniones para beber antes de la batalla. La conversación gira en torno a por qué las mujeres como Brienne no pueden ser nombradas caballeros y Jaime realiza el ritual para nombrarla como tal.
Daenerys visita a Jon en las criptas, donde Jon está de pie frente a la estatua de Lyanna Stark. Jon revela lo que Sam y Bran le contaron sobre su parentesco, y Daenerys se da cuenta de que esto lo convierte en el verdadero heredero de la Casa Targaryen. Son interrumpidos por los sonidos de cuerno que indican el acercamiento de los Caminantes Blancos. En la muralla, Tyrion observa muy preocupado a los Caminantes Blancos y su ejército de espectros, quienes finalmente llegan a Invernalia para iniciar la Gran Guerra.

## Producción

### Guion
El episodio fue escrito por "el veterano de la serie", Bryan Cogman. Este fue su último guion para la serie. Cogman adaptó material de los libros aún no publicados Vientos de invierno y Sueño de primavera, y también material original no publicado en las novelas de George R. R. Martin.

### Grabación
El episodio fue dirigido por David Nutter. Los productores ejecutivos David Benioff y D. B. Weiss dejaron que Maisie Williams (Arya Stark) decidiera qué parte de su cuerpo mostrar durante su escena de sexo con Gendry, ya que no sentían que la desnudez de Arya fuera fundamental para la narrativa.

### Música
El episodio presenta una canción llamada Jenny of Oldstones, cantada en el metraje por Podrick mientras muchos de los personajes bebían alrededor del fuego antes de la batalla. La primera línea de la canción apareció en el libro Tormenta de espadas; los escritores escribiendo el resto de la letra, mientras que el compositor Ramin Djawadi le agregó la música. Otra versión de la misma fue interpretada por la banda británica Florence and the Machine durante los créditos finales.

## Recepción

### Audiencia
"Caballero de los Siete Reinos" fue visto por 10.29 millones de personas en su primera emisión en Estados Unidos, indicando una leve disminución respecto a la audiencia del primer episodio. Sin embargo, sumando las plataformas de streaming de HBO, el capítulo alcanzó un total de 15.9 millones de espectadores en total.

### Crítica
El episodio recibió críticas positivas en su gran mayoría y elogios por parte de comentaristas de la serie. Tiene una calificación del 87% en el sitio web Rotten Tomatoes basado en 77 revisiones, con un promedio de 8.28/10. El consenso de los críticos dice: "Lo que 'Caballero de los Siete Reinos' carece de avance narrativo, lo compensa con momentos íntimos, escenas llamativas y la promesa de una épica batalla inminente. Las cosas que hacemos por amor".
Jeremy Egner de The New York Times escribió que el episodio hizo un buen trabajo al construir la historia antes del clímax final en Invernalia y dijo: "en esta última semana, antes del gran choque de Caminantes Blancos y la presunta carnicería y pérdida de personajes queridos, fue un recordatorio de que las cosas que hacemos por amor también pueden ser heroicas". Alyssa Rosenberg de The Washington Post contó que el episodio hizo un gran trabajo al distinguir entre los dos lados de la próxima batalla al mostrar "los cuerpos cálidos y las conversaciones más cálidas entre nuestros personajes trágica y bellamente humanos". El escritor Stephen King redactó en su Twitter: "Como narrador durante mucho tiempo, estoy asombrado de la manera perfecta en que las mentes detrás de este espectáculo reunieron a todos los personajes principales en Invernalia. Hicieron que pareciera fácil. No lo es".
Entre las críticas negativas, Liz Shannon Miller de IndieWire criticó el ritmo del episodio y las confrontaciones innecesarias entre los personajes y agregó: "Los temas que rodean a 'Caballero de los Siete Reinos' serían más relevantes si a) el primer episodio se hubiera dedicado a mover las piezas de su lugar y b) la octava temporada no hubiera sido de seis episodios".